# Elizabeth M. Ready
Elizabeth Mary Ready, genannt Liz Ready (* 7. Oktober 1953 in Burlington, Vermont), ist eine US-amerikanische Politikerin, die von 2001 bis 2005 State Auditor von Vermont war.

## Leben
Ready wurde in Burlington, Vermont geboren und zog im Jahr 1976 nach Lincoln. Sie besuchte die Schule in Burlington und machte ihren Schulabschluss an der Rice Memorial High School. Anschließend besuchte sie die University of Vermont und das Burlington College. Dort machte sie den  Bachelor of Arts in Pädagogik. Danach studierte sie an der Norwich University Öffentliche Verwaltung.
Sieben Jahre arbeitete Ready an der Alphabetisierung Erwachsener in den ländlichen Gebieten des Addison Countys. Anschließend war sie als Beraterin des Vermonter Department of Education tätig, rief das Adult Diploma Program  ins Leben und arbeitete mit den sechzehn Berufsbildungszentren zusammen, um Programme für erwachsene Schüler zu entwerfen. Im Jahr 1986 trat Ready in das Amt für Policy Research and Coordination von Gouverneurin Madeleine M. Kunin ein. Sie gründete im Jahr 1988 den Addison County Community Trust, der bezahlbaren Wohnraum schafft und sich für den Erhalt von Ackerland und der natürlichen Ressourcen einsetzt. Ready arbeitete 12 Jahre für den Trust als Direktorin.
Als Mitglied der Demokratischen Partei von Vermont war Ready in verschiedenen öffentlichen Ämtern tätig. So als Auditorin, Town Planning Commissionar und Selectman in Lincoln und als Mitglied der Addison County Regional Planning Commission.
Im Jahr 1988 wurde Liz Ready in den Senat von Vermont gewählt. Sie gewann die nächsten fünf Wiederwahlen bis zum Jahr 2001. Während ihrer Zeit als Senatorin war sie zwölf Jahre im Natural Resources Committee, dort vier Jahre lang als Vorsitzende des Komitees. Dem Agriculture Committee gehörte sie acht Jahre lang an und sechs Jahre dem Appropriations Committee. Ebenfalls sechs Jahre arbeitete sie im Joint Fiscal Committee.
Liz Ready kandidierte im Jahr 2000 erfolgreich für das Amt des Auditors of Accounts. Dieses Amt übte sie von 2001 bis 2005 aus. Nachdem sie die Wiederwahl im Jahr 2002 gewonnen hatte, unterlag sie im Jahr 2004 dem Kandidaten der Republikanischen Partei Randy Brock.
Dieser Niederlage ging voraus, dass während des Wahlkampfes Fehler in ihrer offiziellen Biographie im Senat von Vermont bekannt geworden waren. Darin war angegeben worden, dass Liz Ready einen Bachelor der University of Vermont und einen Master der Norwich University besitze. Beide Angaben waren jedoch nicht korrekt. Ready besitzt einen Bachelor of Arts in Pädagogik des Burlington Colleges. Diese falschen Angaben fanden sich auch im kommerziellen Marquis Who’s Who und dem State Yellow Book.
Nach dem Ende ihrer Amtszeit wurde sie Direktorin des John W. Graham Emergency Shelter in Vergennes, Vermont.